# Pritzelwitz

Wappen der Familie Pritzelwitz

Pritzelwitz ist der Name eines Uradelsgeschlechts aus Böhmen. Es hat sein Stammhaus in Habichenstein (Habstein) bei Böhmisch-Leipa.

## Geschichte
Die Stammreihe beginnt mit Peter Habichenstein, der urkundlich von 1309 bis 1322 erwähnt wird. Er war herzoglich briegischer Rat und Herr auf Patendorf (Kreis Wohlau) und gründete den Ort Pristelwitz (Kreis Trebnitz). Sein Sohn übernahm den Namen des Orts als Familiennamen. Später änderte sich der Name in Pritzelwitz.
Ein weiteres Geschlecht von Pritzelwitz geht auf zwei natürliche Söhne des Johann Heinrich von Pritzelwitz zurück und führt dasselbe Wappen. Die Söhne erhielten die preußische Adelslegitimation am 21. Mai 1790.

## Wappen
Das Wappen beider Familien zeigt in Rot einen natürlichen Eselskopf. Auf dem Helm mit rot-silbernen Decken ein wachsender silberner Pelikan, der sich in die Brust beißt. In älteren Darstellungen ist es ein Schwan (siehe Gotha A* 1906).

## Bekannte Familienmitglieder
- Adolph Heinrich von Pritzelwitz (1727–1787), preußischer Oberst, Chef des 4. Artillerie-Regiments
- Caspar Joachim von Pritzelwitz (1728–1812), preußischer Landrat
- Gustav von Pritzelwitz (1813–1895), preußischer General der Infanterie, Gouverneur der Festung Mainz 1876/80
- Karl von Pritzelwitz (1794–1870), preußischer Militär und Hofmarschall
- Karl Ernst von Pritzelwitz (1776–1844), preußischer Generalmajor
- Karl Ludwig von Pritzelwitz (Generalmajor, 1768) (1768–1839), preußischer Generalmajor
- Karl Ludwig von Pritzelwitz (Generalmajor, 1785) (1785–1852), preußischer Generalmajor
- Kaspar Ernst von Prittwitz (1703–1760), preußischer Major
- Kurt von Pritzelwitz (1854–1935), preußischer General der Infanterie
- Johanne von Pritzelwitz, Porträt- und Genremalerin des 19. Jahrhunderts